# دستغرد (تشناران)
دستغرد (بالفارسية: دستگرد) هي قرية تقع في قسم بيزكي الريفي (مقاطعة تشناران) في إيران. يقدر عدد سكانها بـ 327 نسمة بحسب إحصاء 2016.